# Fremantle (empresa)
Fremantle é uma produtora televisiva, pertencente a RTL Group.
Fornece e licencia programas de televisão para diversas emissoras no mundo incluindo Brasil e Portugal.